# Южно-Уссурийское пограничное комиссарство
Южно-Уссурийское пограничное комиссарство — особое учреждение МВД Российской империи, действовавшее в Приморье в 1869—1917 гг. (фактически до 1922 г.) и сочетавшее функции пограничного контроля с дипломатическим представительством в Маньчжурии и Северной Корее (до 1905—1906 гг.).

## История создания
К концу 1860-х гг. властями Восточной Сибири была осознана необходимость эффективного контроля за пересечением границы Южно-Уссурийского края китайскими и корейскими подданными. Одновременно назрела необходимость упорядочения официальных контактов местной русской администрации с властями близлежащих районов Кореи и Цинской империи.
17 (30) декабря 1868 г. генерал-губернатор Восточной Сибири М. С. Корсаков подал на имя Александра II всеподданнейшую записку, в которой, в частности, предлагалось «учредить в одном из пограничных пунктов Приморской области должность комиссара для заведования пограничными делами и сношения с китайскими властями, по пресечению перехода через границу злонамеренных людей». К записке был приложен проект сметы ежегодных расходов на содержание комиссарства, сумма которых, по мнению М. С. Корсакова, не превышала 4700 руб. в год.
Предложение М. С. Корсакова рассматривалось в Комитете министров в январе 1869 г., после чего вопрос об учреждении комиссарства был вынесен на обсуждение в Особом совещании представителей Военного министерства, МИД, Мин-ва финансов и МВД, под председательством Великого Князя Константина Николаевича. 25 апреля (8 мая) 1869 г., на заседании совещания, идея создания пограничного комиссарства в Уссурийском крае получила поддержку Министерства иностранных дел. По мнению директора Азиатского департамента МИД, комиссарство могло компенсировать отсутствие русских консульских учреждений в Маньчжурии. Министерство финансов одобрило отпуск средств, затребованных ген.-губернатором Восточной Сибири для нового учреждения. После этого в числе мер, подлежащих немедленному исполнению, участники совещания указали: «В Южно-Уссурийском крае учредить пограничное комиссарство, согласно представленному генерал-губернатором Восточной Сибири штату…». Комиссарство решено было подчинить ведению МВД, а составление проекта его штата поручить Азиатскому департаменту МИД. Данное заключение было утверждено Александром II 5 (18) мая 1869 г.
Новое учреждение создавалось по образцу Кяхтинского пограничного комиссарства, существовавшего с 1851 г., с увеличением расходов на содержание «в виду местной уссурийской дороговизны» с 3300 до 4700 руб. в год. Штат был предложен в следующем виде:
Комиссар — 1 должность чиновника VI класса, годовое содержие 2000 руб. (1400 оклад и 600 столовых).
На канцелярские расходы комиссара — 1200 руб. в год.
Переводчик китайского языка — 1 должность чиновника X класса, годовое содержание 1000 руб. (600 оклад и 400 столовых).
Вольнонаёмный переводчик корейского языка — 1 должность без класса, годовое содержание 500 руб. (350 оклад и 150 столовых).
Государственный Совет заключением от 20 сентября (3 октября) 1869 г., № 33, определил:

Учредить в Южно-Уссурийском крае… управление пограничного комиссара на следующих основаниях:
1) Местопребыванием сего управления назначается при заливе Посьет в том пункте, который имеет быть указан по ближайшему усмотрению ген.-губернатора Вост. Сибири.
2) Пограничный комиссар подчиняется военному губернатору Приморской области, а по делам дипломатическим входит с представлениями непосредственно к генерал-губернатору.
3) Обязанности комиссара определяются особой инструкцией ген.-губернатора, составляемой по предварительному соглашению с министром иностранных дел.
Комиссар определяется на должность и увольняется от оной ген.-губернатором, а состоящие при нём переводчики — военным губернатором Приморской области.

В числе прочих заключение подписали барон М. А. Корф и Ф. П. Литке. Утверждение Александра II последовало 12 (25) ноября 1869 г.

## 1873—1897 гг
До 1873 г. во главе Южно-Уссурийского погранкомиссарства стояли т. н. управляющие — различные лица, не утверждённые в должности. Приказом ген.-губернатора Вост. Сибири от 27 августа (9 сентября) 1873 г. первым полноправным погранкомиссаром Южно-Уссурийского края был назначен губернский секретарь Н. Г. Матюнин, дослужившийся на этом посту до статского советника. Первым штатным переводчиком погранкомиссарства стал чиновник Мосин, владевший монгольским, маньчжурским и китайским языками. Ставка пограничного комиссара была учреждена в урочище Новокиевском. С незначительными перерывами Н. Г. Матюнин стоял во главе погранкомиссарства до 1897 г. За это время были решены следующие важные задачи:
- Начата работа по учёту и визированию иностранных подданных, прибывающих в Уссурийский край.
- С помощью Уссурийской конной казачьей сотни начата борьба с проникновением в Уссурийский край маньчжурских хунхузов и незаконным перемещением товаров через госграницу.
- Установлены рабочие отношения с администрацией приграничных областей Маньчжурии — Саньсинского, Нингутинского и Хуньчуньского фудутунств. При этом погранкомиссар Южно-Уссурийского края фактически приступил к выполнению консульских обязанностей в отношении указанных районов Китая.
- 9 (22) июня 1875 — 29 декабря 1875 г. (11 января 1876 г.) — обеспечено выполнение Санкт-Петербургского договора, разграничившего территорию России и Японии в районе о. Сахалин и Курильских о-вов.
- Лето 1877 г. — проведена первая демаркация русско-китайской границы от устья реки Тумэнь до станицы Козакевичевой.
- 1886 г. — улажен территориальный спор между Россией и Китаем (Савёловский кризис)
- Декабрь 1888 г. — установлены рабочие отношения с администрацией близлежащих районов Кореи. Погранкомиссар Южно-Уссурийского края фактически приступил к выполнению обязанностей консула в г. Кёнгхын.

В 1880 г., в связи с осложнениями в российско-китайских отношениях (т. н. Кульджинский кризис), ставка пограничного комиссара была временно перенесена в с. Никольское, однако позже была вновь возвращена в Новокиевское.

## 1897—1912 гг
В 1897 г. Н. Г. Матюнин покинул Уссурийский край и перешёл на службу в МИД. Пост погранкомиссара занял Е. Т. Смирнов, имевший 40-летний опыт службы в Туркестане и Приморье. Он внедрил в охрану границы Южно-Уссурийского края разведывательно-поисковый метод, начало которому положил Н. Г. Матюнин, а также создал разветвлённую агентурную сеть, впоследствии использованную в ходе Русско-японской войны. В 1901—1902 гг., в условиях анархии, охватившей Маньчжурию в результате Боксёрского восстания и русской военной оккупации, Е. Т. Смирнов взял на себя управление Хуньчунским фудутунством.
По итогам Русско-японской войны Корея перешла под полный контроль Японии. В связи с этим исполнение погранкомиссарами консульских обязанностей в Северной Корее прекратилось. В Маньчжурии с 1906 г. начала действовать сеть полноценных консульских учреждений МИД Российской империи. Все это привело к упразднению дипломатической составляющей деятельности Южно-Уссурийского погранкомиссарства.

## 1912—1922 гг
В 1912 г. погранкомиссаром Южно-Уссурийского края был назначен подполковник Н. Д. Кузьмин, начавший службу в Приморье в 1887 г. В 1894 г. Н. Д. Кузьмин выполнил рекогносцировку нескольких отдалённых районов Уссурийского края. В 1896 г. командировался в распоряжение русского военного агента в Сеуле. В 1897—1899 гг. обеспечивал безопасность строительства КВЖД, В годы Русско-японской войны Н. Д. Кузьмин выполнил ряд секретных заданий русского командования в Маньчжурии и Корее. Прошёл обучение в Восточном институте (Владивосток), владел корейским языком. В годы I Мировой войны, в условиях острой нехватки личного состава и средств, продолжал борьбу с бандитизмом и контрабандой в приграничных районах края. После революции 1917 г. добровольно продолжал выполнять обязанности погранкомиссара. В начале октября 1918 г. Приморский областной комиссар И. И. Циммерман, действуя на основании распоряжения главы Временного Сибирского правительства П. В. Вологодского, предложил Н. Д. Кузьмину восстановить в полном объёме деятельность погранкомиссарства. В силу внешних обстоятельств данная инициатива не получила развития и в 1922 г. Южно-Уссурийское пограничное комиссарство окончательно прекратило свою деятельность.